# بيلزوتيفان
بيلزوتيفان (Belzutifan)، الذي يُباع تحت الإسم التجاري ويليريدج(Welireg )، هو دواء يستخدم لعلاج مرض فون هيبل لينداو - المرتبط بسرطان الخلايا الكلوية ، أو الأورام الأرومية الوعائية في الجهاز العصبي المركزي، أو ورم الغدد العصبية الصماء البنكرياسية (pNET).  و يؤخذ عن طريق الفم. 
وتشمل الآثار الجانبية الشائعة لهذا العقار على ما يلي: انخفاض الهيموجلوبين، و التعب، و مشاكل في الكلى، و الصداع، و الدوخة، و زيادة نسبة السكر في الدم، و الغثيان.  قد تشمل الآثار الجانبية الأخرى أيضا انخفاض الأكسجين في الدم.  أما استخدامه أثناء الحمل قد يضر الجنين.  و هو مثبط للعامل المحفز لنقص الأكسجة 2α.  
تمت الموافقة على بلزوتيفان للاستخدام الطبي في الولايات المتحدة في عام 2021.  في المملكة المتحدة، يكلف شهر العلاج هيئة الخدمات الصحية الوطنية حوالي 12000 جنيه إسترليني اعتبارًا من عام 2022.  ويكلف هذا القظر في الولايات المتحدة حوالي 28000 دولار أمريكي.  و هو غير متوفر بعد في أوروبا. 